# اینتاچ هلدینگ
اینتاچ هلدینگ (تایلندی: บริษัท อินทัช โฮลดิ้งส์ จำกัด (มหาชน)) شرکت فناوری اطلاعات تایلندی است، که در سال ۱۹۸۳ توسط تاکسین شیناواترا تأسیس شد.